# Echobox
Als Echobox werden in der Radartechnik Messgeräte zum Messen von Hochfrequenz bezeichnet. Echoboxen werden bei Impulsradargeräten verwendet.

## Hochohmiges Messgerät
Das hochohmige Messgerät ist ein abstimmbarer Parallelschwingkreis, der meist in der Nähe der Antenne montiert ist. Befindet er sich in Resonanz zum Sendeimpuls, schwingt dieser Schwingkreis nach. Es bildet sich eine gedämpfte Schwingung, welche eine gewisse Zeit „nachschwingt“. Dieses Nachschwingen dauert bis in die Empfangszeit hinein. Je länger es dauert, umso besser sind Sendeleistung und Empfängerempfindlichkeit einzuschätzen. Die Dauer des Nachschwingens kann auch als Entfernung angegeben werden. „Nachschwingen bis 75 km“ heißt, dass erst nach 0,5 ms die von der Echobox abgegebene Energie unter die Empfängerempfindlichkeit des Radargerätes gesunken ist – dass das Sichtgerät in dieser Zeit also bis 75 km aufgehellt ist.

## Niederohmiges Messgerät

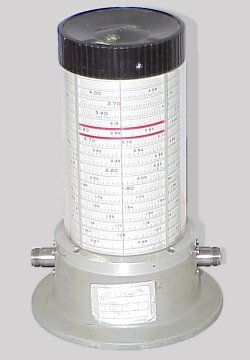
Echobox als Messgerät

Ein weiteres, trivial als Echobox bezeichnetes Gerät ist ein geeichter Saugkreis, der bei der Resonanzfrequenz einen möglichst geringen ohmschen Eigenwiderstand hat. Im Zusammenhang mit einem frequenzunabhängigen Leistungsmesser lässt sich mit diesem Messgerät die genaue Frequenz eines Senders bestimmen.
Durch Zählfrequenzmesser, deren Messbereich bis in die Arbeitsfrequenzen von Radargeräten reicht, haben Echoboxen als Frequenzmessgerät ihre Bedeutung verloren.